# Norbert Atzler
Norbert Atzler (* 4. Mai 1949 in Berlin) ist ein deutscher ehemaliger Politiker (CDU). Er war von 1995 bis 2006 Mitglied des Abgeordnetenhauses von Berlin.
Norbert Atzler absolvierte von 1964 bis 1967 eine Ausbildung als Buchdrucker und war bis 1972 in seinem Beruf tätig. Anschließend war er bis 1983 bei der Berliner Post beschäftigt und absolvierte nebenher verschiedene Weiterbildungen im Abendstudium, zuletzt als Diplom-Bankbetriebswirt 1998. Ab 1984 arbeitete er für eine Genossenschaftsbank und durchlief dort eine Karriere bis zum Vorstand.
Atzler trat 1968 in die CDU ein. Er vertrat seine Partei von 1979 bis 1995 in der Bezirksverordnetenversammlung Tempelhof, seit 1986 als Fraktionsvorsitzender. Ein Mandat im Abgeordnetenhaus errang er im Wahlkreis Tempelhof 3 mit deutlicher absoluter Mehrheit der Wählerstimmen.